# Heinrich Ferber
Heinrich Ferber (* 6. März 1832 in Düsseldorf; † 17. April 1895 ebenda) war ein deutscher Verwaltungsangestellter, Archivar und Regionalhistoriker.
1854 nach dem Besuch der Max-Schule in der Citadellstraße im Stadtteil Karlstadt fand er eine Anstellung als Sekretär bei Franz Egon von Hoensbroech auf Schloss Haag bei Geldern, wo er aufbauend auf den Archivbeständen mehrere Arbeiten zur Geschichte des Hauses Hoensbroech und des Herzogtums Geldern verfasste.
1865 zog er zurück nach Düsseldorf, wo er eine Stelle als Verwalter der von Albert Mooren geleiteten Augenklinik innehatte. Am 30. Januar 1869 heiratete er Maria Jörgens. 1887 nahm er eine Stelle als Archivar beim Grafen Spee auf Schloss Heltorf an. Zu seinen Aufgaben gehörte die Ordnung des Familienarchivs und das Verfassen einer Chronik der Familie, die unvollendet blieb.
Ferbers Grab befindet sich auf dem Düsseldorfer Nordfriedhof.

## Werke
- Geschichte der Familie Schenk von Nydeggen, insbesondere des Kriegsobristen Martin Schenk von Nydeggen. Mit geschichtlichen Nachrichten über Afferden, Blyenbeck, Hillenrath, Swalmen und Asselt, Arßen, Gribbenforst, Walbeck, Geystern, Heyen u. a. Güter. Nach archivalischen und authentischen Quellen bearbeitet. Köln, Schwann 1860 (erschien zuerst anonym; Digitalisat).
- Historischer Bericht über das Jubelfest der 150jährig. Einverleibung des Herzogthums Geldern in die Krone Preussens, a. 12. September 1863. Schaffrath, Geldern 1863 (Digitalisat).
- Kurze Geschichte des Herzogthums Geldern für Schule und Haus. Herausgegeben bei Gelegenheit der 150jährigen Jubelfeier der Einverleibung des Herzogthums Geldern in das Königreich Preußen. Bagel, Wesel 1863 (Digitalisat).
- Historische Notizen über einige adelige Geschlechter, welche ehedem im Herzogthum Limburg ansässig waren. 1865 (Digitalisat).
- Die Niersjunker, ein Beitrag zur Kulturgeschichte des 17. Jahrhunderts. Palm, Düsseldorf 1872 (Digitalisat).
- Zur Geschichte Düsseldorfer Künstler. 1876 (Digitalisat)
- Historische Wanderung durch die alte Stadt Düsseldorf. Lieferung I. Hrsg. vom Düsseldorfer Geschichtsverein. Krauss, Düsseldorf, 1889 (Digitalisat).
- Historische Wanderung durch die alte Stadt Düsseldorf. Lieferung II. Hrsg. vom Düsseldorfer Geschichtsverein. Krauss, Düsseldorf, 1890 (Digitalisat).
- Das Landsteuerbuch Düsseldorf’s von 1632. mit erläuternden Anmerkungen versehen und herausgegeben von H. Ferber. Deiters, Düsseldorf 1881 (Digitalisat).